# Santiago Guillermo
Santiago Guillermo (Cuenca, 1984) es un pintor autodidacta ecuatoriano.

## Biografía
El artista presenta una enfermedad congénita llamada artrogriposis que afectó sus extremidades superiores por lo cual desde pequeño tuvo que aprender a pintar con su boca, a los 5 años de edad comenzó a pintar con el objetivo de poder expresarse, aunque es un pintor autodidacta a los 19 años ganó una beca para un curso en el CDI, en ese curso recibió clases con el maestro Fernando Suárez. Luego de un año asistió a un curso con la artista plástica Eudoxia Estrella. En sus primeros años como pintor comenzó usando la técnica de acuarela, posteriormente aprendió el uso del acrílico sobre óleo. Su estilo de pintura es el hiperrealismo, y en sus obras retrata la naturaleza local y la gastronomía cuencana.
Sus obras he sido exhibidas en diferentes ciudades de Ecuador, Francia, Italia, Alemania y Corea del Sur.

## Reconocimientos
- En el año 2016 ganó medalla de excelencia en la categoría pintura, en las Olimpiadas de Habilidades Especiales en Francia.[5]
- Recibió una mención de honor en Corea del Sur.